# Kyōzō

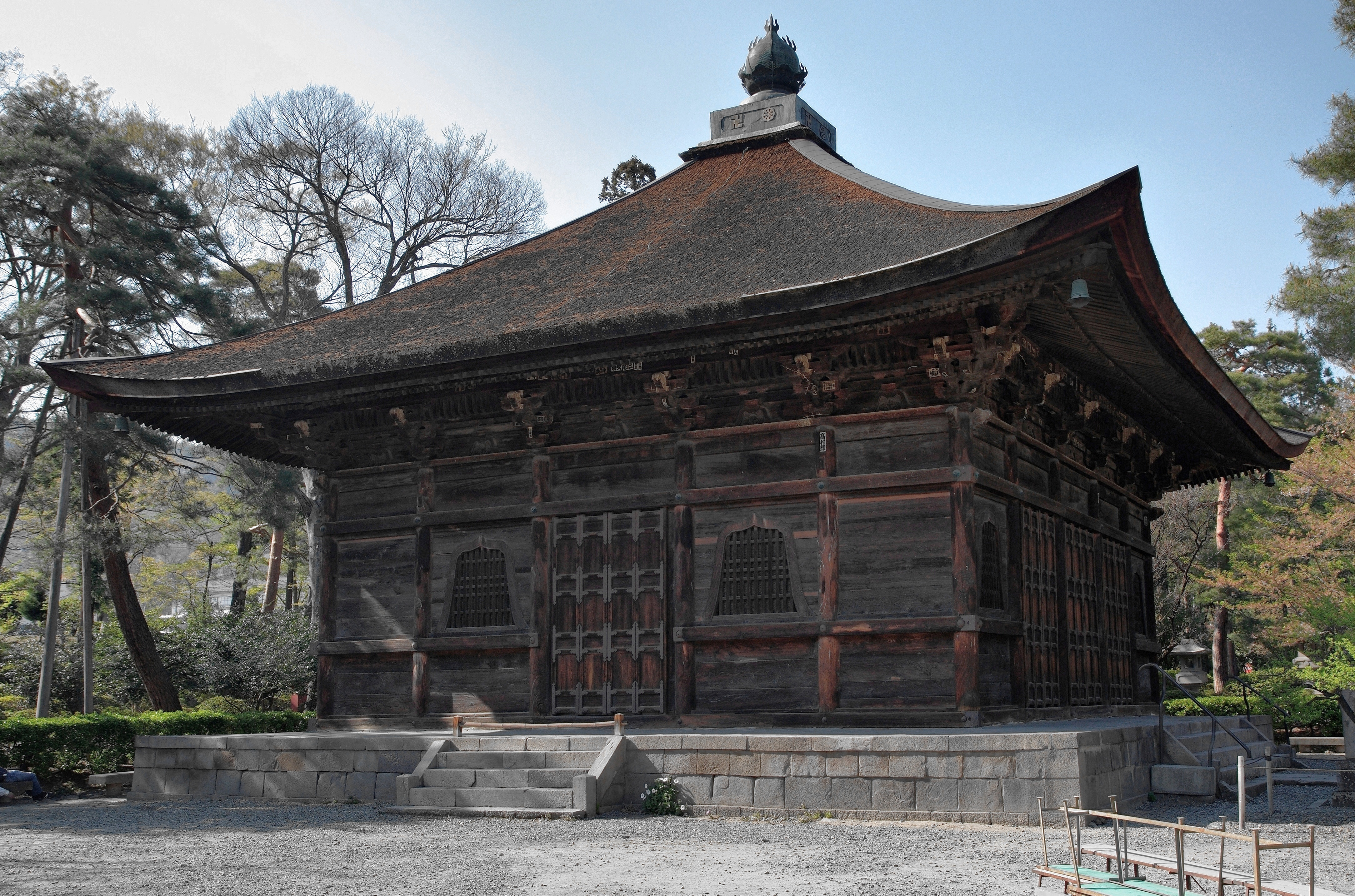
Der Kyōzō des Zenkō-ji

Der Kyōzō (jap. 経蔵, dt. „Sutralager“), auch Kyōko (経庫, dt. dito), Kyōdō (経堂, dt. „Sutrahalle“) oder Zōden (蔵殿, dt. „Lagerhalle“), ist in der traditionellen japanischen Tempelarchitektur der Aufbewahrungsort für buddhistische Lehrschriften (Sutras) und Chroniken des jeweiligen Tempels.
Den Vorbildern des asiatischen Festlandes folgend, richtete man die frühen buddhistischen Tempelanlagen Japans (Shichidō garan) streng symmetrisch aus. Die Hauptgebäude, wie beispielsweise die Vortragshalle (Kōdō), die Haupthalle (Hondō oder Kondō), die Pagode (Tō) und das Eingangstor (Chūmon) waren symmetrisch zu, oder entlang, der Nord-Süd-Hauptachse ausgerichtet. Westlich dieser Achse wurde oftmals der Kyōzō positioniert, während auf der Ostseite der Glockenturm (Shōrō) zu finden ist. Der Westen symbolisiert zudem die Himmelsrichtung, aus der die Lehren des Buddha stammen. Da der Norden mit seinen kalten Winden für böse Einflüsse stand, lag der Eingang zu einem Tempel meist gen Süden.
Spätestens aber mit dem Aufkommen der Lehren des sog. Vajrayana (esoterischer Buddhismus), beispielsweise des Tendai und Shingon, und vorher schon durch den Zen, in dessen Verlauf auch Tempel in den Bergen Japans gegründet wurden, löste man sich von dieser symmetrischen Anordnung, wobei der Kyōzō weiterhin Teil vieler traditioneller Tempelanlagen blieb.